# Antonín Fantiš
Antonín Fantiš (Praga, 15 aprile 1992) è un calciatore ceco, centrocampista del Ústí nad Labem.

## Carriera

### Nazionale
Nel 2011 ha perso la finale degli Europei Under-19; in precedenza nel 2009 aveva partecipato al Mondiale Under-20.